# Gobernación de Gerasa
Gerasa (en árabe: محافظة جرش‎, romanizado: muḥāfaẓat Ǧaraš) fue una de las gobernaciones de Jordania; estaba localizada al norte de Amán, la ciudad capital de Jordania, y su capital era Gerasa (Jerash). La Gobernación de Gerasa tuvo la segunda densidad poblacional más alta en Jordania después de la Gobernación de Irbid.

## Divisiones internas
La gobernaión de Gerasa posee la particular característica de tener una sola nahiya o área, la de Jerash.

## Demografía
Posee 402 kilómetros cuadrados de superficie que se encuentran poblados por un número de 153.650 personas. Por lo que su densidad poblacional es de 382.21 habitantes por cada kilómetro cuadrado.

## Historia
En el primer siglo de la Era Cristiana esta ciudad insignificante (entonces Gerasa) experimentó una subida rápida de población coforme a la ley romana y la Paz Romana. Esta se hizo la parte del Decapolis y se puso cada vez más competitiva con Petra la más vieja ciudad comercial de Jordania. Los habitantes ganaron la mena en las montañas cercanas Ajlun.
A comienzos del primer siglo esta alza condujo a la construcción de edificaciones y a una abundancia rica de monumentos arquitectónicos. 
En el segundo siglo las guerras de extensión romanas en Asia condujeron a remotos beneficios. Los caminos bien hechos fueron construidos a Pella, Amán, Dion y a la capital provincial Bostra. El emperador Adrianio visitó la ciudad en el invierno de 129-130. 
En los siglos siguientes la situación política en esta región cambiante y los habitantes de la ciudad disminuyeron. Durante este tiempo también el cristianismo estaba en libre ascenso y muchas iglesias fueron construidas. Jerasa tenía su propio obispo todavía hoy es un Titularbistum - y el obispo Placcus (o Plancus) participó en el Consejo de Calcedonia. Entre los personajes más destacados de la antigua Jerasa se destaca Nicómaco de Gerasa.
- Datos: Q750270
- Multimedia: Jerash / Q750270